# Испирање мозга
Испирање мозга (познато као и контрола ума, ментицид, присилно убеђивање, контрола мисли, реформа мисли и реедукација) је концепт да човеков ум може бити измењен или контролисан употребом специфичних психолошких техника. Сматра се да испирање мозга смањује способност субјекта да размишља критички или независно, да омогући увођење нових непожељних мисли и идеја у ум субјекта као и мењање субјектових ставова, вредности и уверења.
Концепт испирања мозга се првенствено развио 50-тих година 20. века како би објаснио како кинеска влада успева да наговара људе да сарађују са њом. Заступници овог концепта су такође посматрали и случајеве у нацистичкој Немачкој, неким криминалним случајевима у САД, и поступцима особа које се баве трговином људи. Концепт контроле ума је касније примењен да би се објаснио прелазак у нове верске покрете и остале групе. Ово је проузроковало научну и правну дебату са Маргет Сингер, Филипом Зимбардом и неким другим представницима антисектовског покрета, који су промовисали овај концепт док су са друге стране Ајлин Бајкер, Џејмс Ричардсон и други научници као и правни експерти оспоравали популарно схватање испирања мозга.
Друга гледишта су изразили научници као што су Дик Антони, Роберт Ћалдини, Стендли А. Диц, Мајкл Џеј Фриман, Роберт Џеј Лифтон, Џуст Мерло, Данијел Романовски, Катлин Тејлор, Луис Џолион Вест, Бенџамин Заблоцки. Концепт испирања мозга је понекад присутан у правним случајевима, поготово у оним случајевима који се односе на старатељство над децом, такође главна тема у научној фантастици и у критици модерне политичке и корпоративне културе. Иако се термин појавио у петом издању „Дијагностичког и статистичког упутству за менталне поремећаје“ америчке психијатријске асоцијације, концепт није прихваћен као научна чињеница.

## Кина и Корејски рат
Кинески термин XINӐO (који директно преведено значи опрати мозак)) се првенствено употребљавао да опише присилно убеђивање, које је користила Маова влада у Кини, која је хтела да претвори “реакционаре” у подобне чланове новог кинеског социјалног система. Термин је престављао игру речи од таоистичког обичаја чишћења (прања) ума/срца,(xǐxīn，洗心), пре спровођења обреда или уласка у света места.
Оксфордски речник енглеског језика бележи да је најранија употреба термина “испирање мозга” било у чланку новинара Едварда Хантера, у Мајамијским вестима, објављеним 24. септембра 1950. године. Хантер је био отворени антикомуниста и мислило се да је радио за ЦИА као притајени журналиста. Хантер и други су користили кинески термин да објасне зашто су амерички ратни заробљеници сарађивали са својим заробљивачима, чак и у неколико случајева су пребегли на другу страну. Британски радио оператер Роберт В. Форд и британски пуковник Џејмс Карн су такође тврдили да су Кинези користили методе испирања мозга док су били заробљени током рата.
Америчка војска и влада је поднела оптужбе за испирање мозга како би поткопала признања ратних заробљеника за ратне злочине, укључујући и биолошко ратовање.
После кинеског ради- преноса (програма), који је наводно цитирао изјаву Френка Швебела, шефа особља Првог ваздушног пука Маринског корпуса који признаје учествовање у биолошком ратовању, командант мировних снага УН генерал Марк Кларк је истицао:
“Да су ове изјаве икада рекли ти несрећници је мало вероватно. Ако јесу, ипак је позната умно-разарајућа ефективност комуниста у извлачењу жељених изјава. Не треба кривити те људе, они имају моје најискреније саучешће што су били искоришћени на тако ужасан начин.”
Почевши од 1953. године Робер Џеј Лифтон је интервјуисао америчке војне службенике који су били заробљеници током Корејског рата, као и свештенике, студенте, наставнике који су били у затвору после 1951. године. Поред тога што је интервјуисао 25 Американаца и Европљана, Лифтон је интервјуисао и 15 кинеских грађана који су побегли након што су били изложени индоктринацији на кинеским универзитетима (Лифтонова књига “Реформа мисли и психологија тотализма”, проучавање испирања мозга у Кини). Лифтон је открио да су заробљеници када су се вратили у САД почели поново нормално да размишљају, супротно популарном мишљењу о испирања мозга.
Године 1956. када је војска САД извршила поновно проучавање концепта испирања мозга након Корејског рата, објавили су извештај “Комунистичко испитивање, индоктринација и експлоатација ратних заробљеника”, који су назвали испирање мозга популарном заблудом. Извештај наводи да након екстензивног истраживања спроведеног од стране више државних агенција нису успели да нађу ниједан случај “испирања мозга” америчких заробљеника током рата у Кореји.

## Популаризација
У дистопијском роману Џорџа Орвела 1984, објављеном 1949, главног јунака су заробили, изоловали и мучили како би му прилагодили начин размишљања, да одговара власти тоталитарног друштва. Орвелова визија је утицала на Хантера, а и даље има утицаја у популарном разумевању концепта испирања мозга. Роман Џ. Р. Р. Толкина Господар прстенова, написан у исто време, такође се позабавио испирањем мозга, мада у фиктивном оквиру. Научно-фантастичне приче од Кордвајнера Смита (писане у периоду од 1940-их до пред његову смрт 1966) приказују испирање мозга као стандардну, бенигну, процедуру којом се уклањају трауматична сећања, као део будуће медицинске технологије.
Током 50-тих година многи амерички филмови су садржавали и испирање мозга америчких ратних заробљеника, укључујући филмове „The Rack“, „The Bambu Prison“, „Toward the Unkown“, „The Fearmakers“
“Забрањена зона” је приказала причу совјетских шпијуна којима су били испрани мозгови од стране своје сопствене владе, како не би одали свој прави идентитет. Године 1962. Манџуријски кандидат (на основу дела Ричарда Кондона из 1959. године) је ставио испирање мозга у први план, тако што су приказали заверу совјетске владе да преузме контролу над САД, захваљујући председничком кандидату чији је мозак испран. Концепт испирања мозга се повезивао са експериментима руског психолога Ивана Павлова, који је углавном користио псе, а не људе као субјекте експеримената. У филму “Манџуријски кандидат” главни у испирању мозга био је Јен Ло са Павловљевог института..
Контрола ума остаје важна тема у научној фантастици. Тери О’Брајен каже:” Контрола ума је толико јака појава, да не постоји хипнотизам, нешто слично би морало да се измисли. Корисност тога, као средства за разраду приче је превелика, да би је писци занемарили. Страх од контроле ума је довољно јак као и он сам." Поджанр је корпоративна контрола ума, у којој једна или више компанија доминирају друштво користећи рекламирање и масовне медије, како би контролисали мисли и емоције популације”.

## Истраживање америчке владе
Двадесет година су, почевши од почетка 50-тих, ЦИА и Министарство одбране спроводили тајна истраживања, укључујући и пројекат МК ултра, у покушају да се развију практичне технике за испирање мозга. Резултати су непознати.Експерименти Централне обавештајне агенције, који су користили психоактивне супстанце, као што су ЛСД и мескалин су настали на основу нацистичких експеримената на људима.

## Криминални и цивилни случајеви
Пети Херст, припадницу имућне породице 1974. године киднаповала је левичарска терористичка група Симбионезијска ослободилачка војска. Након неколико недеља у заробљеништву, пристала је да им се придружи и учествовала је у илегалним активностима групе. Била је ухапшена и оптужена за пљачку банке, употребу оружја за извршење кривичног дела. Њен адвокат Еф Ли Бејли је рекао да она не би требало да сноси одговорност за своје поступке, пошто је била подвргнута сличном третману као и амерички ратни заробљеници у Корејском рату, док је била у заробљеништву. Била је осуђена, али њен случај је ставио испирање мозга поново у жижу јавности,као и случај Чарлса Менсона 1969—1971. године који је испрао мозак својим следбеницима да чине злочине и убиства.
Бејли је разрађивао свој случај заједно са психијатром Луис Џолијон Вестом, психолог Маргарет Сингер. Обоје су проучавали случај америчких заробљеника током Корејског рата.
Године 1996. Сингерова је објавила своје теорије у бестселеру “Секте у нашем окружењу”. У случају из 2003. г, одбрана заснована на испирању мозга је коришћена у неуспешној одбрани Лија Бојда Малвоа, који је био оптужен за убиство, због свог учешћа у снајперским нападима у Вашингтону. Правни стручњаци заговарају да одбране засноване на испирању мозга, попримају фундаменталну премису слободне воље у праву.
У Италији је био контроверзан концепт Плађија, злочина који се заснива на тоталној психолошкој и евентуалној физиолошкој доминацији над особама. Ефекат разара субјектову слободу, самоодређење и нарушава личност. Злочин Плађија је ретко био осуђиван у Италији и само је једна особа осуђена. 1981. године италијански суд је тврдио да је концепт непрецизан, некомплетан. У 21. веку концепт испирања мозга је био коришћен делимично успешно, у случајевима старатељства над децом и сексуалног злостављања деце. У неким случајевима је један родитељ испирао мозак детету, да оптужи другог за сексуално злостављање.).
Године 2003. форензички психолог Дик Антони је рекао да ни једна разумна особа не би одбацила да постоје ситуације када људи могу бити под утицајем, али ти аргументи се оцењују на основу чињеница, не лажних сведочења стручњака." 2016. године израелски антрополог религије и члан Института Адам Клин-Орон је рекао за анти сектовско законодавство:„1980-их је било мноштво тврђења испирања мозга, парламенти широм света и судови су испитали те случајеве, закључили да не постоје секте, људи који праве аргумент нису стручњаци. Судови одбацују случајеве експерименталних сведока који тврде да је било испирања мозга.“

## Анти сектовски покрет
Године 1970. Анти-сектовски покрет је применио испирање мозга да би објаснио изненадне конверзије у нове религијске групе и остале групе које су сматрали сектама. News media reports tended to support the brainwashing view као и друштвени научници, који су подржавали Анти сектовски покрет. Углавном су то били психолози, који су осмислили ревидиране концепте испирања мозга. Док су неки научници подржавали концепт, социолози су углавном били скептични и сматрали су да не може да објасни изненадну конверзију у нове религијске групе.
Филип Зимбардо је дефинисао испирање мозга, процес у коме индивидуална или колективна слободна воља деловања је компромитована, од стране делатника или агенција које модификују или ремете перцепцију, мотивацију, афекат, бихевиорално понашање и налагао је да је човек подложан таквом дејству..
Још један присталица, Џим Мари Абригал је критиковао форензичког антрополога Дика Антониа да користи псеудонаучне приступе, без доказа да су човекова виђења света промењена употребом присилних техника. Супротно концепту, страх су користили Анти сектовски покрети да би рационализовали свој прогон мањинских религијских група.
Џејмс Ричардсон је мислио да ако нове религијске групе имају приступ снажним техникама за испирање мозга очекивало би се да имају велике стопе раста, већина има мало успеха у регрутовању. Многи су чланови кратко време, поновни тренинг чланова има мало успеха. Због ових и других разлога социолози религије укључујући Давида Бролија, Ансона Шупеа сматрају да је идеја да секте испирају мозгове америчке младости неоснована." Томас Робинс, Масимо Интровинге, Лорне Давсон, Гордон Мелтон, Марк Галантер, Саул Левин, и други који проучавају нове религијске групе сматрају да не постоји прецизно научно заснован концепт контроле ума, који би подржавао аргумент Анти сектовског покрета.
Бенџамин Заблоцки је рекао да је очигледно да се испирање мозга дешава, али то је процес који се не може директно посматрати. Социолошко питање је, да ли се испирање мозга довољно често дешава да би се сматрао као битан социолошки проблем.Заблоцки каже да Ричардсон не разуме испирање мозга, сматрајући га као процес регрутације, уместо процес обуке. Заблоцки додаје да се број бивших вођа и чланова нових религијских група који су признали испирање мозга у интервјуима превише је велик, да се сматра као било шта друго осим прави феномен. Он каже да два главна научна часописа нису ни писали о томе, а да радова сродних овој области има на стотине.Он каже да је концепт непоштено стављен на црну листу.
Ајлин Баркер је критиковала концепт контроле ума јер је постојао да би оправдао скупе интервенције као што су депрограмирање или егзит третмане. Критиковала је и професионалце психолошке струке, као Сингерову зато што су радили на судским случајевима као стручни сведоци.Њена књига из 1984. „Прављење мунија“- испирање мозга или избор, описује процес конверзије у Унификациону, цркву најпознатију групу која је користила испирање мозга. Проучавала је 7 година чланове Унификационе цркве. Испитивала је чланове, бивше чланове, не-припаднике, породицу, пријатеље. Била је у радионицама и зградама.Одбацује концепт испирања мозга јер се не подудара са оним што је она уочила у свом проучавању.

#### Америчко удружење психолога, њихово мишљење о испирању мозга
Америчко удружење психолога је 1983. питало Сингерову да предводи јединицу која ће проучавати обману, индиректне технике убеђивања и контроле, да испитају да ли су испирање мозга или присилно убеђивање имали улогу у регрутацији од стране нових религијских група.Дошли су до следећег закључка:

Секте и групни тренинзи за повећање самосвести су произвели значајну контроверзу, због њихове широке употребе обмане, индиректних техника за убеђивање и контролу. Ове технике могу да угрозе слободну вољу индивидуе, њихова употреба је проузроковала озбиљну штету у животима хиљаде људи и њихових породица. Овај извештај анализира литературу за ову тему, предлаже нови начин концептуализације технике за утицање на људе, истражује последице обмане (индиректних техника убеђивања и контроле, прави предлоге који се односе на проблеме наведене у извештају. 

1. маја 1987. године ААП-ов, Управни одбор за друштвену и етичку одговорност одбацио је извештај јер му недостаје научна ригорозност, критички приступ, неопходан за радове ААП-а, и закључили су након много размишљања да немају довољно информација да би заузели конкретан став, по овом питању.[79]

## Трговина људима
Катлин Бери су-оснивач невладине организације УН, коалиције против трговине женама, у својој књизи “Женско сексуално ропство” је изазвала велику пажњу на трговину људима. У својој књизи из 1986. године “Злоупотреба жена”, чињенице замењују митове. Луис Окун је рекао: “Катлин Бери у свој књизи показује да приморана женска проституција укључује присилну контролу, слично реформи мисли”.”
У својој књизи из 1996. године “Бацање камена: проституција и ослобођење у Азији и у САД“ Рита Накашима Брок и Сузан Брукс Тислвајт наводе да су методе које макрои користе да би контролисали своје жртве, сличне техникама испирања мозга коју користе терористе и параноичне секте.
Неке технике које користе трговци људима су осећање љубави и бриге за добробит жртве, пре него што је почињу пратити и манипулисати, контролисати читав живот жртве, везе, окружење, приступ информацијама, обећања доброг запослења или покварених бракова, зеленашење, киднаповање, изазивање зависности од дроге, тактике застрашивања као што су пријављивање за кршење закона, депортација, наношење повреда породици или пријатељима. Физичко заробљеништво, срамота, стокхолмски синдром, трауматско везивање, страх од хапшења могу да допринесу жртвиној немогућности да потражи помоћ.

## Друге области истраживања
Руски историчар Данијел Романовски који је интервјуисао преживеле и сведоке нацистичког испирања мозга је 70-тих година извештавао о ономе што је он назвао нацистичко испирање мозга белоруског народа који су вршили немачки окупатори током Другог светског рата, које је укључивало масовну пропаганду у школама и интензивну реедукацију. Романовски је забележио да су људи веома ускоро усвојили нацистичко гледиште, да су Јевреји инфериорна раса повезана са Совјетском владом, становишта која нису била толико честа пре нацистичке окупације.
Џуст Мерло, дански психијатар је био рани пропонент концепта испирања мозга (ментицид је неологизам који је он смислио и означава уништавање ума). Он је био под утицајем свог искуства Немачке окупације, рада са својом владом, радом Америчке војске у испитивању нацистичких ратних злочина. Касније се преселио у САД и предавао на Универзитету Колубмија. У својој бестселер књизи “Силовање ума”, објављеном 1956. године закључује:
“Модерне технике испирања мозга и ментицида, тих перверзија психологије, могу било ког човека да савладају и натерају да се преда. Многе жртве контроле мисли, испирања мозга, ментицида о коме смо разговарали су јаки мушкарци, чији су умови и воља сломљени и деградирани. Али, иако тоталитаристи користе своје знање ума за ужасне сврхе, наше демократско друштво може и мора да користи своје знање како би помогло човеку, заштитило његову слободу, да му помогне да разуме самог себе.”
Научници су рекли да модерне корпорације користе испирање мозга да би направили радну снагу са заједничким вредностима и културом. Критичари су везивали корпоративно испирање мозга са глобализацијом, тврдећи да корпорације покушавају да произведу светску монокултуролошку мрежу произвођача, купаца и менаџера. Модерни образовни системи су били такође критиковани и од левице и од деснице, да доприносе корпоративном испирању мозга. У својој књизи “Демократија, доба корпоративне колонизације” из 1992 године Стелни А Дитз каже да модерни програми самосвести и самоунапређивања дају корпорацијама још корисније алате да контролишу умове запослених у односу на традиционално испирање мозга.
У свој књизи из 2000-е “Уништавање света да би га спасили”: Аум Шинрикијо, апокалиптично насиље, нови глобални тероризам, Роберт Лифтон је применио своје оригиналне идеје о реформи ума на Аум Шинрикио и на глобалном рату против тероризма, закључујући да у овом контексту реформа мисли је могућа без насиља или физичке принуде. Он је и указао да западне владе у борби против тероризма користе неке технике контроле ума, фразе које заустављају блокирају критичко размишљање.
У свој књизи из 2004. године испирање мозга “Наука контроле мишљења”, неуролог и психолог Катлин Тејлор је прегледала историју теорија испирања мозга, као и познате инциденте. Она наводи да људи под њиховим утицајем имају више ригидне неуролошке мреже и то може да учини тежим поновно размишљање о ситуацијама, или да се препознају те мреже. Критичари су хвалили њену књигу због јасне презентације, док су је неки критиковали да је превише поједностављена.